# Juwayriyya bint al-Hàrith
Juwayriyya bint al-Hàrith (àrab: جويرية بنت الحارث, Juwayriyya bint al-Ḥāriṯ) va ser una de les esposes del profeta Muhàmmad i va rebre el títol de «Umm al-Muminín» (‘mare dels creients’). Era filla d'al-Hàrith ibn Abi-Dirar, el cap de la tribu Banu Mustaliq, que va ser derrotat juntament amb la seva tribu en el camp de batalla.
La seva tribu, els Banu Mustaliq, s'estava preparant per atacar Medina, però els musulmans se'n van assabentar del pla i ràpidament van enviar una força militar d'uns 700 homes, que marxaven des del punt estratègic d'Al-Marisa. L'exèrcit musulmà va enviar un missatge als Banu Mustaliq perquè s'acollissin a la fe de l'islam, deixar de banda les hostilitats i continuar vivint en pau i seguretat a la seva pròpia terra. En lloc d'acceptar aquesta oferta, els Banu Mustaliq els van declarar la guerra i van disparar una sageta a un dels soldats musulmans i, en aquell moment, va esclatar una lluita ferotge.
Després d'unes poques baixes, les forces musulmanes van sortir vencedores. Entre els molts captius es trobava Juwayriyya el marit de la qual, Mustafa ibn Safwan, havia mort durant la batalla. Al principi ella va caure en mans del company de Mahoma, Thabit ibn Muhammad ibn Qays ibn al-Shammas. Amoïnada per això, Juwayriyya va cercar un acte de redempció per part de Mahoma. Aquest li va proposar casar-se amb ella i, com a resultat, la va alliberar del seu captiveri, millorant la condició de la seva tribu captiva.
Aquest incident va ser descrit amb més detall:
«A la primera oportunitat (després de ser capturada) va anar a veure al Profeta i li va pregar pel seu cas. Li va dir que era filla d'un cap i que estava feta per manar i que, per una desafortunada circumstància, es trobava desemparada en aquella posició. D'un tron d'or havia caigut a la pols... Com podria viure la vida d'una esclava? Ella li va pregar al Profeta que tingués en compte la seva condició lamentable i desesperada.»
Mahoma es va sentir commogut pels seus precs i li va preguntar si volia viure com una dona lliure i formar part d'una família si ell pagava el seu rescat. Ella, ni en somnis mai s'hauria esperat aquella oferta. Commoguda per aquest ascens inesperat del seu estatus, ella va exclamar que seria més que feliç Poc temps després, tant el seu pare com la resta dels membres de la seva tribu foren alliberats i també van acceptar l'Islam com la seva religió.
Després de casar-se es deia que es va tornar una dona molt pietosa i passava la major part del temps pregant. Juwayriyya era considerada com una dona molt bella i refinada: Va ser criada a la falda del luxe, tenia tot el refinament i la gràcia d'una princesa. Intel·ligent i sàvia, la qual dominava l'idioma i l'estil literari. Tots els que la van veure es van quedar embadalits per la seva bellesa excepcional. Criada com ho havia estat en una de les famílies més riques de l'època, no només era bella, sinó graciosa, elegant i eloqüent. Quan la va veure l'esposa de Mahoma, Àïxa, va exclamar que Juwayriyya era «tan bella com una fada».
Juwayriyya va morir a l'edat de 65 anys, 50 anys després de l'hègira i fou sebollida juntament amb la resta de les esposes de Mahoma